# Schüsse in Marienbad
Schüsse in Marienbad ist eine deutsch-tschechoslowakische Co-Produktion von Ivo Toman aus dem Jahr 1973. Der tschechische Titel lautet Výstřely v Mariánských Lázních.

## Handlung
Wenige Tage nach Beendigung des Zweiten Weltkrieges hat sich das Leben in Marienbad noch nicht wieder normalisiert. Die neue tschechische Staatsmacht hat noch mit vielen Problemen zu kämpfen. Deshalb wird auch die junge Frau Irma Stich nicht ernst genommen und wieder weggeschickt, als sie sich bei dem Kriminalassistenten Hanousek meldet. Sie wollte einen Mord aus dem Jahr 1933 an dem jüdischen Autor Theodor Lessing anzeigen, der hier im Exil lebte. Irma Stich lässt aber eine Ausgabe der deutschsprachigen  Zeitung Prager Tagblatt aus dem Jahr 1933 zurück, in der über diesen Fall berichtet wird und hinterlässt auch die Adresse, wo der Mörder beschäftigt ist. Nun beginnt sich Hanousek doch um die Angelegenheit zu kümmern, findet auch den Verdächtigen, der Rudolph Eckert heißt und sich von 1933 bis 1943 Förster nannte. Bei einer Wohnungsdurchsuchung finden die Polizisten eine Pistole, was zur Verhaftung Eckerts führt. Jetzt weiht Hanousek seinen Chef Kriminalinspektor Sedy in diesen Fall ein, der sofort ein starkes Interesse daran zeigt und seinen Assistenten beauftragt, diesen Fall weiter zu verfolgen.
Ein Rückblick auf das Jahr 1933 zeigt, wie auf Professor Theodor Lessing zwei Schüsse durch die Fenster seiner Wohnung im ersten Geschoss der Villa Edelweiß abgegeben werden. Die umgehend verständigte Kriminalpolizei beginnt sofort mit ihren Untersuchungen, während im Krankenhaus der Tod des Professors festgestellt wird. Alle Spuren weisen auf Rudolph Eckert, jedoch blieb die Suche nach ihm ergebnislos, trotz personeller Unterstützung aus Prag, denn er konnte nach Deutschland fliehen.
Während eines ersten Verhörs wird Eckert durch Inspektor Sedy der Mordvorwurf eröffnet, woraufhin Eckert zugibt, ab 1933 in Deutschland gewesen zu sein und dass er 1943 nur wieder nach Marienbad zurückgekehrt sei, da ihm ein Landrat Krause versicherte, der Fall Lessing sei aufgeklärt und er müsse sich keine Sorgen mehr machen, denn die ganzen Jahre war ihm bekannt, dass er in der Tschechoslowakei wegen Mordes gesucht wurde. Er begründet seine Flucht nach Deutschland damit, dass er keine Alimente an Irma Stich hatte zahlen wollen. Diese erzählt jedoch den Kriminalisten, dass sie kein Kind erwarte, aber von der Großmutter eines guten Freundes von der Mitwirkung Eckerts an dem Mord Lessings erfahren habe. Eines Tages wartet Major Fulin, der Vorgesetzte Inspektor Sedys, in dessen Büro und eröffnet ihm, bereits im Ministerium von den Nachforschungen zum Mord an Professor Lessing gehört zu haben und verbietet ihm, die Spur weiter zu verfolgen, um sich besser auf neue aktuelle Fälle konzentrieren zu können. Bei einem anschließenden freundschaftlichen Umtrunk gibt der Major zu verstehen, dass Sedy offiziell nichts mehr unternehmen dürfe, er aber ihn auch nicht darin hindern werde.
Inspektor Pacák hatte 1933 den Fall bearbeitet und meldete sich nun bei Inspektor Sedy, in dessen Büro er bis 1938 gesessen hatte. Er sei anschließend nach Prag versetzt worden, bis die Deutschen das Land besetzten und es seinem Vorgesetzten Kriminalrat Kares noch gelang, zuvor nach Kanada zu fliehen. Nun kommt das Gespräch auf die Untersuchungen des Mordes im Jahr 1933. Dabei wurde festgestellt, dass Lessing mit zwei Pistolen verschiedener Kaliber erschossen wurde, was den Schluss zuließ, dass zwei Schützen beteiligt waren. Die Tatortbesichtigung seinerzeit brachte die Erkenntnis, dass unmöglich zwei Personen innerhalb kurzer Zeit von der Leiter, die zum Erreichen der ersten Etage erforderlich war, durch die Fenster geschossen haben konnten. Inspektor Pacák stellt fest, dass Inspektor Sedy letzte Beweise gegen Eckert fehlten, während er selbst die Beweise hatte, aber an den Eckert nicht rankam, obwohl die Kopie seines indirekten Eingeständnisses vorlag. Diese Kopie existiert immer noch in einem Archiv in Prag, dessen Ort nur er kennt. Da er aber nicht in das Archiv darf, zeichnet er den Ort der Ablage genau auf, wo Inspektor Sedy das Schreiben auch findet. Bei dieser Gelegenheit erfährt er von dem Archivwärter, dass Inspektor Pacák während der Besetzung den Deutschen als Kollaborateur gedient habe, was seine genauen Kenntnisse im Archiv erklärt.
Mit den Erkenntnissen aus den Akten des Archivs lässt Sedy noch einmal eine Rekonstruktion des Mordes durchführen. Da Eckert weiterhin abstreitet, der Schütze gewesen zu sein, kann ihm so aber wenigstens eine Tatbeteiligung nachgewiesen werden. Für diese Beihilfe zum Mord bekommt er zwölf Jahre Haft, nach deren Verbüßung er auf eigenen Wunsch in die Bundesrepublik Deutschland ausgesiedelt wird.

## Produktion
Als Vorlage für den Film diente Roman Cileks Reportage Schüsse in der Villa Edelweiß (Výstřely ve vile Edelweiss) aus dem Jahr 1966. Die Dreharbeiten bei der DEFA liefen unter dem Arbeitstitel Theodor Lessing, um dessen Ermordung es in diesem Film geht. Die Studioaufnahmen entstanden bei der DEFA in Babelsberg, während die Außenaufnahmen in Mariánské Lázně und im grenznahen Gebiet der DDR zur ČSSR gedreht wurden. 
Schüsse in Marienbad wurde auf ORWO-Color gedreht, erlebte am 23. September 1973 während der „Tage des sozialistischen Films“ im Magdeburger Theater des Friedens seine Premiere in der DDR und lief am 7. Juni 1974 dort in den Kinos an. Am 25. Oktober 1975 wurde der Film erstmals im 2. Programm des Fernsehens der DDR gezeigt. In der ČSSR lief der Film am 1. Februar 1974 in den Kinos an.

## Kritik
H. U. bemängelt in der Neuen Zeit vom 20. Juni 1974, man könne nicht unterscheiden, was ein aktenkundiger Fakt und was eine freie Erfindung sei. Die hier versuchte Mischform werde dem politisch und historisch so überaus bedeutsamen Thema kaum gerecht. Ebenso erfahre man über die Hintermänner und das Opfer sehr wenig. Die komplizierte Nachkriegssituation des wiedererrichteten Staates Tschechoslowakei müsse erraten oder durch eigenes Wissen ergänzt werden. Deshalb biete der Film, obwohl recht konventionell inszeniert, weit weniger als was sein Stoff hätte wirklich hergeben können.
Der Filmdienst schreibt, es handele sich hier um einen politisch-historischen Spielfilm, der ein Grundwissen um die politischen Hintergründe voraussetze. Trotz des interessanten Themas sei er eher langatmig geraten.